# فشلوم
فشلوم حي سكني وسط العاصمة الليبية طرابلس يرجع تسميها إلى عائلة فشلوم الزليطني وأولاده عمر ومحمود 1685م، ولا زال أحفادهما مقيمين في حي فشلوم ومنطقة سوق الجمعة بجامع القريو. يحده من الشمال الظهرة، ومن الشرق زاوية الدهماني، ومن الغرب بن عاشور، ومن الجنوب النوفليين. وكانت أول منطقة تخرج على نظام القذافي في العاصمة طرابلس بتاريخ مُثبت 2011/2/17 الساعة الخامسة مساءً بداية ثورة 17 فبراير. مجموع السكان 16642 (2006).

## المساجد
يوجد بها عدد من أقدم المساجد بمدينة طرابلس
- مسجد فشلوم الذي بني عام 1689 م وهو يعتبر من أقدم المساجد
- مسجد الباز الذي تم إعادة بناؤه حديثا
- مسجد الفنيش
- مسجد سيدى سليمان
- مسجد جامع عموره
- مسجد بن مصطفى
- مسجد القبطان

## المعالم
وفشلوم تعتبر من المناطق القديمة في طرابلس
وبها مدرسة الخوارزمي (الابتدائية) ومدرسة حسن طروشه (سابقاً) مدرسة الشهيد ناجي النفيشي (حالياً) (الابتدائية).
ومدرسة محمد توفيق الغنيمي (الإعدادية) ومدرسة الرباط (للإبتدائي والإعدادي)
ومدرسة الانتفاضة الثانوية ومدرسة الفجر الجديد
وبها عدد من محلات صيانة الهاتف النقال ومحلات الملابس ومحلات المواد الغدائية والمقاهي بكثرة
ودائما فشلوم مزدهرة من زمان بالمحلات ومركز تجمع شبابي
وذلك لازدحام حركة السير بسبب المحلات المختلفة ووجود المقاهي الشبابية بكثرة.